# Циберманово
Циберма́ново — посёлок в Суетском районе Алтайского края России. Входит в состав Нижнесуетского сельсовета.

## География
Посёлок находится на расстоянии 15 км к западу от села Верх-Суетка, административного центра района.

## История
Основан в 1908 году. В 1928 году посёлок Ново-Цибермановка состоял из 51 хозяйства, основное население — украинцы. В административном отношении находился в составе Чигиринского сельсовета Знаменского района Славгородского округа Сибирского края. В 1930-х гг. в поселке был организован колхоз им. Сталина. С 1957 г. отделение колхоза «Правда», а с 1958 г. — колхоза им. Буденного. В составе колхоза им. Буденного поселок становится частью крупного совхоза «Суетский».

## Население
| 1997 | 1998 | 1999 | 2000 | 2001 | 2002 | 2003 |
| ---- | ---- | ---- | ---- | ---- | ---- | ---- |
| 139  | ↗143 | ↘138 | ↘136 | ↗151 | ↘146 | ↘143 |
| 2004 | 2005 | 2006 | 2007 | 2008 | 2009 | 2010 |
| ↘142 | ↘136 | ↘128 | ↘120 | ↘84  | ↗96  | ↘76  |
| 2011 | 2012 | 2013 |      |      |      |      |
| ↘73  | ↗76  | ↘66  |      |      |      |      |